# Paratelmatobius
Paratelmatobius és un gènere de granotes de la família Leptodactylidae.

## Taxonomia
- Paratelmatobius cardosoi
- Paratelmatobius gaigeae
- Paratelmatobius lutzii
- Paratelmatobius mantiqueira
- Paratelmatobius poecilogaster